# Le catene della colpa
Le catene della colpa (Out of the Past) è un film del 1947 diretto da Jacques Tourneur. È considerato dagli storici del cinema uno dei migliori esempi di film noir per la trama contorta e il chiaroscuro delle immagini. Nel 1991 è stato inserito nel National Film Registry della Biblioteca del Congresso degli Stati Uniti in quanto «culturalmente, storicamente o esteticamente significativo». Nel 1984 il regista Taylor Hackford ne fece un remake Due vite in gioco (Against all odds) con Jeff Bridges e Rachel Ward.

## Trama

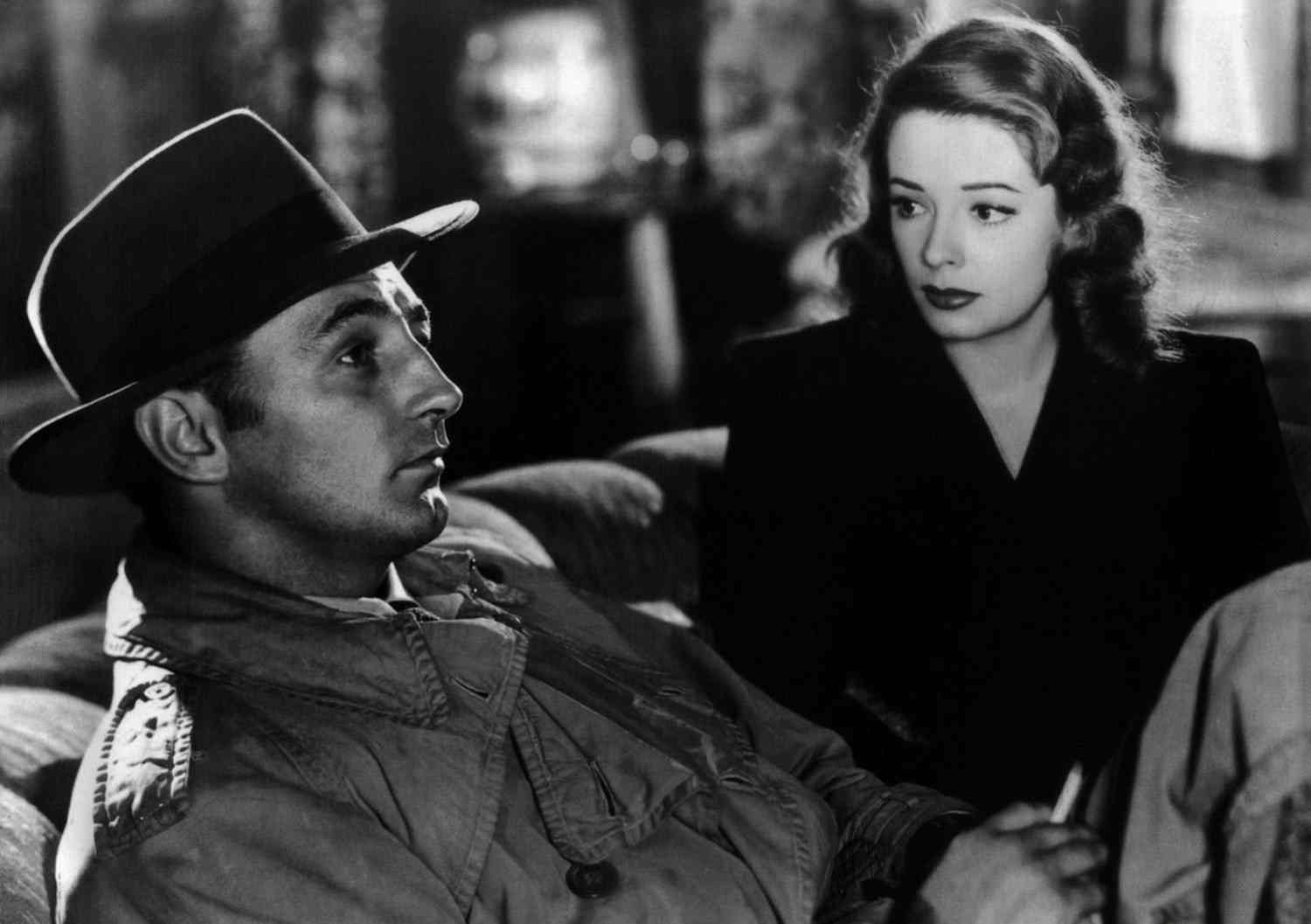
Robert Mitchum e Jane Greer in una foto di scena

Jeff Bailey è gestore di una stazione di servizio a Bridgeport, una piccola città di provincia dove vive tranquillo dividendosi tra il lavoro e la pesca sul fiume. Jeff frequenta una ragazza, Ann, la cui famiglia è però contraria alla loro relazione; Ann è oggetto di attenzioni anche da parte di Jim, l'aiutante dello sceriffo. Un giorno Jeff riceve la visita inaspettata di Joe Stephanos, sgherro del gangster Nick Sterling per il quale lui aveva già lavorato tre anni prima. Sterling vuole rivederlo per affidargli un altro incarico e l'uomo, pur riluttante, lo raggiunge nella sua villa facendosi accompagnare da Ann.
Mentre sono in viaggio, Jeff rivela il proprio torbido passato alla ragazza. Il suo vero nome è Jeff Markham e tre anni prima lui e il suo socio Jack Fisher erano investigatori privati a New York. Sterling lo aveva contattato perché ritrovasse la sua amante, Kathie Moffat, scomparsa alcuni giorni prima dopo avergli sottratto quarantamila dollari e sparato quattro colpi di pistola. Jeff teme che Sterling rivoglia la donna soltanto per vendicarsi di lei e non vorrebbe accettare il lavoro; ma poi, convinto che Sterling non l'ucciderà (e ricevuto un cospicuo anticipo in denaro contante), decide di partire da solo in cerca di Kathie. La ritrova ad Acapulco e si innamora di lei, che sembra ricambiarlo teneramente.
Quando i due hanno ormai deciso di fuggire assieme, Nick Sterling e Joe Stephanos, diretti a Città del Messico, raggiungono Jeff per sapere come stanno andando le cose; il detective dice loro di non aver ancora trovato la donna ma presume abbia proseguito per il Sud. Jeff e Kathie salgono allora su un piroscafo e vanno a vivere a San Francisco, dove però arriva anche Jack Fisher, il vecchio socio di Jeff, che ora li ricatta minacciando di rivelare tutto a Sterling. I due uomini si affrontano e Kathie uccide Jack sparandogli contro a sangue freddo; la donna si allontana e Jeff scopre tra le sue cose un libretto di deposito che riporta il versamento del denaro di Sterling, al cui furto lei s'era proclamata estranea fin dal principio. Qui finisce il racconto di Jeff, che a casa di Sterling rivede Kathie di nuovo in compagnia del gangster, ora al corrente di tutto ma a quanto pare ben disposto a lasciar perdere purché Jeff accetti di compiere un altro incarico poco pulito. Stavolta si tratta di un avvocato di San Francisco, Leonard Eels, che ricatta Sterling con alcuni registri contabili comprovanti le sue ripetute evasioni fiscali.

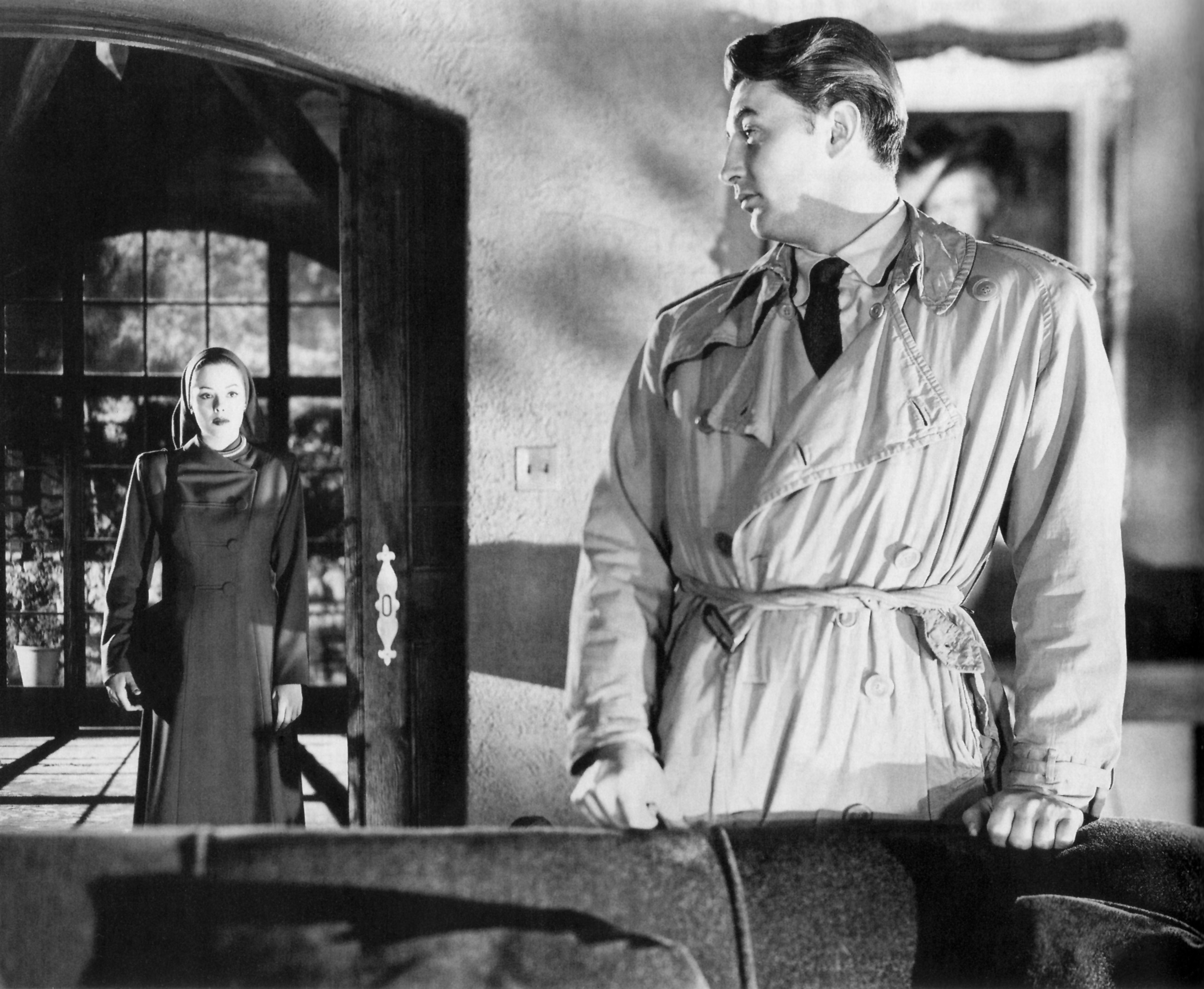
Jane Greer e Robert Mitchum in una foto di scena

Jeff entra in contatto con Eels tramite la sua segretaria, Meta Carson, ma poco dopo l'avvocato viene ucciso da Joe facendo in modo che la colpa ricada su di lui; l'ex detective scopre inoltre che anche Kathie sta complottando ai suoi danni, decisa com'è a farlo accusare dell'omicidio del suo socio Jack Fisher. Entrato in possesso dei registri contabili, Jeff fa ritorno a Bridgeport e qui Kathie gli mette Joe alle costole; fortunatamente, con l'aiuto di un ragazzo sordomuto che lavora alla stazione di servizio, lo scagnozzo di Sterling viene eliminato e Jeff può accusare Kathie davanti a Sterling, proponendogli di consegnarla alla polizia come assassina di Jack Fisher. I registri contabili li restituirà per posta dopo aver ricevuto in cambio del denaro e per quanto riguarda l'omicidio dell'avvocato Eels a San Francisco, Sterling dovrà far sapere alla polizia che il colpevole era Joe Stephanos. Adesso Jeff può andare da Ann e dirle che, sistemate ancora un paio di cose con Sterling, sarà finalmente libero dal suo passato; Ann però è dubbiosa e teme che in realtà lui sia ancora innamorato di Kathie.
Tornato alla villa, Jeff fa un'amara scoperta: Sterling è stato ucciso da Kathie, che ora può di nuovo ricattarlo; non gli rimane che seguirla nella sua ennesima fuga ma prima di partire avverte di nascosto la polizia. Quando la donna vede un posto di blocco sulla strada capisce di essere stata tradita da Jeff e gli spara, uccidendolo; la polizia apre il fuoco a sua volta e uccide Kathie. Dopo questo tragico epilogo, Ann e Jim possono fidanzarsi, non prima però che lei abbia chiesto un'ultima volta al ragazzo sordomuto se davvero Jeff stava fuggendo con Kathie. Affinché Ann rimanga serena accanto a Jim – e sicuro che anche Jeff sarebbe d'accordo – il giovane risponde di sì e quando lei si allontana fa un gesto d'intesa verso l'insegna della stazione di servizio dove appare il nome di Jeff Bailey.

## Produzione
Il film venne girato dal 23 ottobre 1946 al 9 gennaio 1947. Fu prodotto dalla R.K.O Radio Pictures Inc. Inizialmente designato come regista del film, Edward Dmytryk fu sostituito nell'estate del 1946 da Jacques Tourneur mentre Robert Mitchum rimpiazzava Dick Powell che era stato annunciato come protagonista del film.

## Distribuzione
Distribuito dalla RKO Radio Pictures (con il nome RKO Radio Pictures, Inc.), il film uscì nelle sale cinematografiche USA il 13 novembre 1947 con il titolo originale Out of the Past.

### Edizione italiana
In Italia il film è conosciuto anche con il titolo La banda degli implacabili. L'edizione distribuita a suo tempo nei cinema è stata restaurata nel 1989 da Mario Sesti per conto della Rai reinserendo varie scene tagliate, alcune tutt'altro che superflue, come per esempio il breve colloquio tra Jeff Bailey e Jim e il finale dove Ann incontra il giovane sordomuto.